# Makapanstad
Makapanstad ist eine Stadt in der südafrikanischen Provinz Nordwest (North West). Sie ist Verwaltungssitz der Gemeinde Moretele im Distrikt Bojanala Platinum.

## Geographie
2011 hatte Makapanstad 15.076 Einwohner. 83 Prozent der Einwohner sprachen als Muttersprache Setswana. Makapanstad liegt nördlich der Metropolgemeinde Tshwane nahe dem Dreiländereck mit den Provinzen Limpopo und Gauteng. Südwestlich von Makapanstad liegt das ähnlich strukturierte, etwas größere Mathibestad.

## Geschichte
Makapanstad ist nach der traditionellen Herrscherfamilie Makapan benannt. Deren Totem ist der Affe (kgabo auf Setswana). Der Ort wurde als Townshipsiedlung errichtet. Bis 1994 gehörte der Ort zum Homeland Bophuthatswana.

## Verkehr
Makapanstad liegt rund 20 Kilometer westlich der National Route 1.